# Червиновський провулок
Черви́новський прову́лок— провулок в Оболонському районі міста Києва, місцевість Пріорка. Пролягає від вулиці Попова до Мукачівської вулиці.

## Історія
Провулок виник у 1910-ті роки під назвою Червинський (Червиновський), за ім'ям землевласника генерал-майора Російської імператорської армії Костянтина Червинова, крізь колишню садибу якого і був прокладений. 
1952 року отримав назву провулок Попова на честь російського вченого-фізика Олександра Попова. Забудова — з 1950-х років.
Сучасна (відновлена історична) назва — з 2023 року.